# Athenaeum Illustre

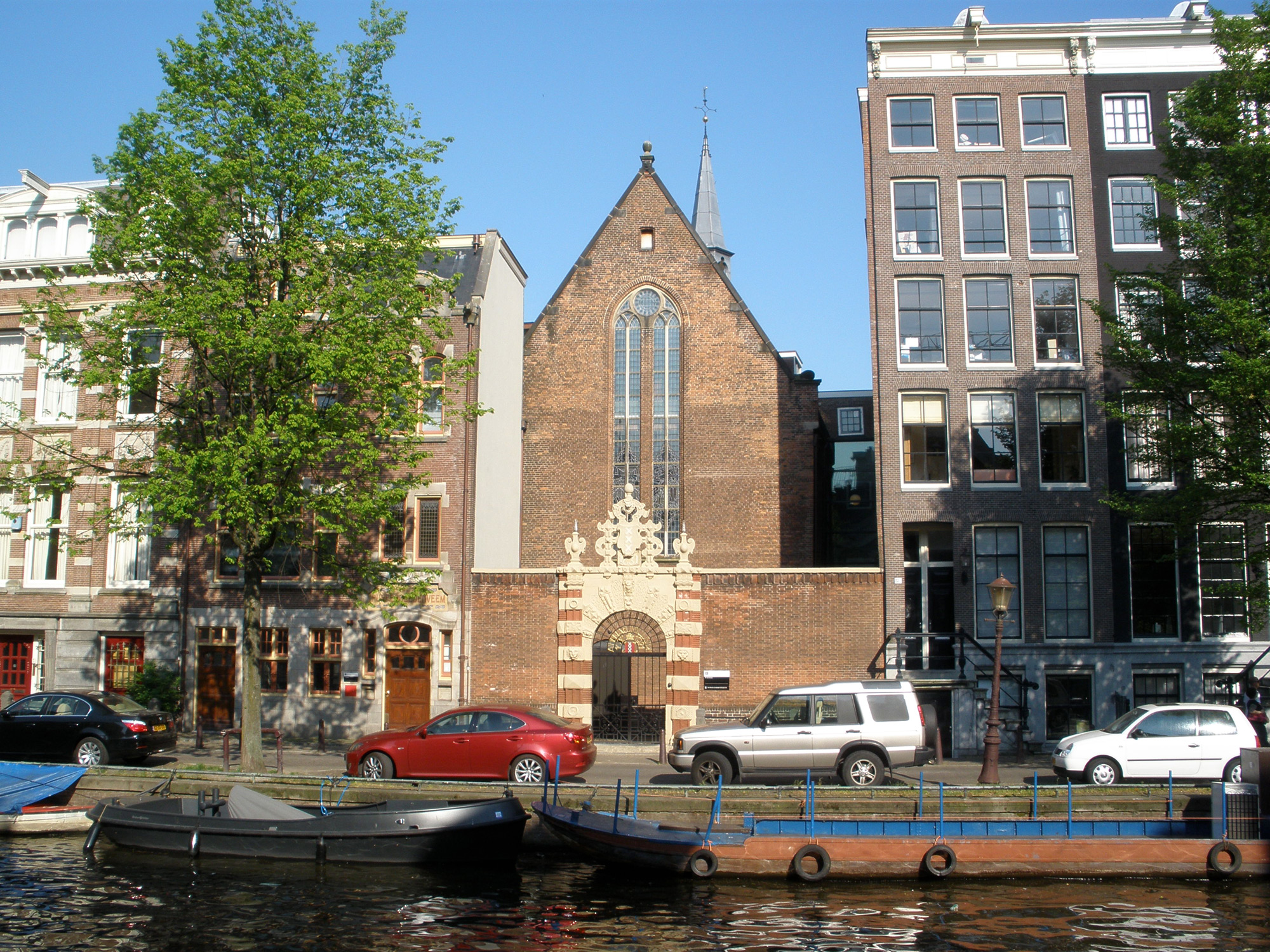
La chapelle Sainte-Agnès, sur l'Oudezijds Voorburgwal.

Pour les articles homonymes, voir Athenaeum.
L'Athenaeum Illustre est un collège humaniste fondé à Amsterdam au XVIIe siècle, à l'instar d'autres écoles illustres fondées dans les grandes villes néerlandaises. Il joue un rôle de propédeutique, à la manière des anciennes facultés des arts, avant l'entrée dans l'enseignement universitaire. Cet établissement est à l'origine de l'actuelle université d'Amsterdam, désignée université nationale en 1961.

## Histoire

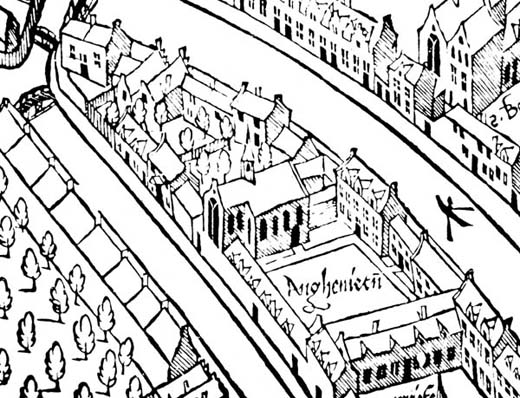
gravure du cloître et de la chapelle Agnès

Le collège est inauguré le 8 janvier 1632 avec une leçon d'histoire, donnée par Gerardus Johannes Vossius, suivie d'une leçon de philosophie de Gaspard van Baerle le 9 janvier, dans la chapelle Sainte-Agnès, vestige d'un monastère de clarisses sécularisé. Martin van den Hove est nommé professeur de mathématiques en 1632, Johannes Cabelliau obtient la chaire de droit créée en 1640. Gerhard Blasius est le premier titulaire de la chaire de médecine, créée en 1660, et une chaire de théologie est créée en 1686  où enseigne Gerbrand van Leeuwen. De nouvelles chaires s'y ajoutent au XVIIIe siècle : ainsi Jean Henri van Swinden y enseigne la physique (1785) et Dirk van Rhijn la chimie et la pharmacie.
L'enseignement est donné en latin, langue des universités européennes. L'établissement n'est pas habilité à délivrer de diplômes.
En 1815, l'Athenaeum Illustre  est reconnu comme école d'enseignement supérieur  et il obtient en 1877 un statut d'université et le droit de délivrer des doctorats. L'école prend alors le nom officiel d'« université municipale d'Amsterdam ». Les professeurs sont nommés par l'administration communale de la ville, et le bourgmestre en est le président de l'administration universitaire. L'université conserve ce statut particulier jusqu'en 1961, date à laquelle elle est intégrée dans le système universitaire néerlandais, comme partie de l'université d'Amsterdam.

## Renaissance de l'Athenaeum Illustre

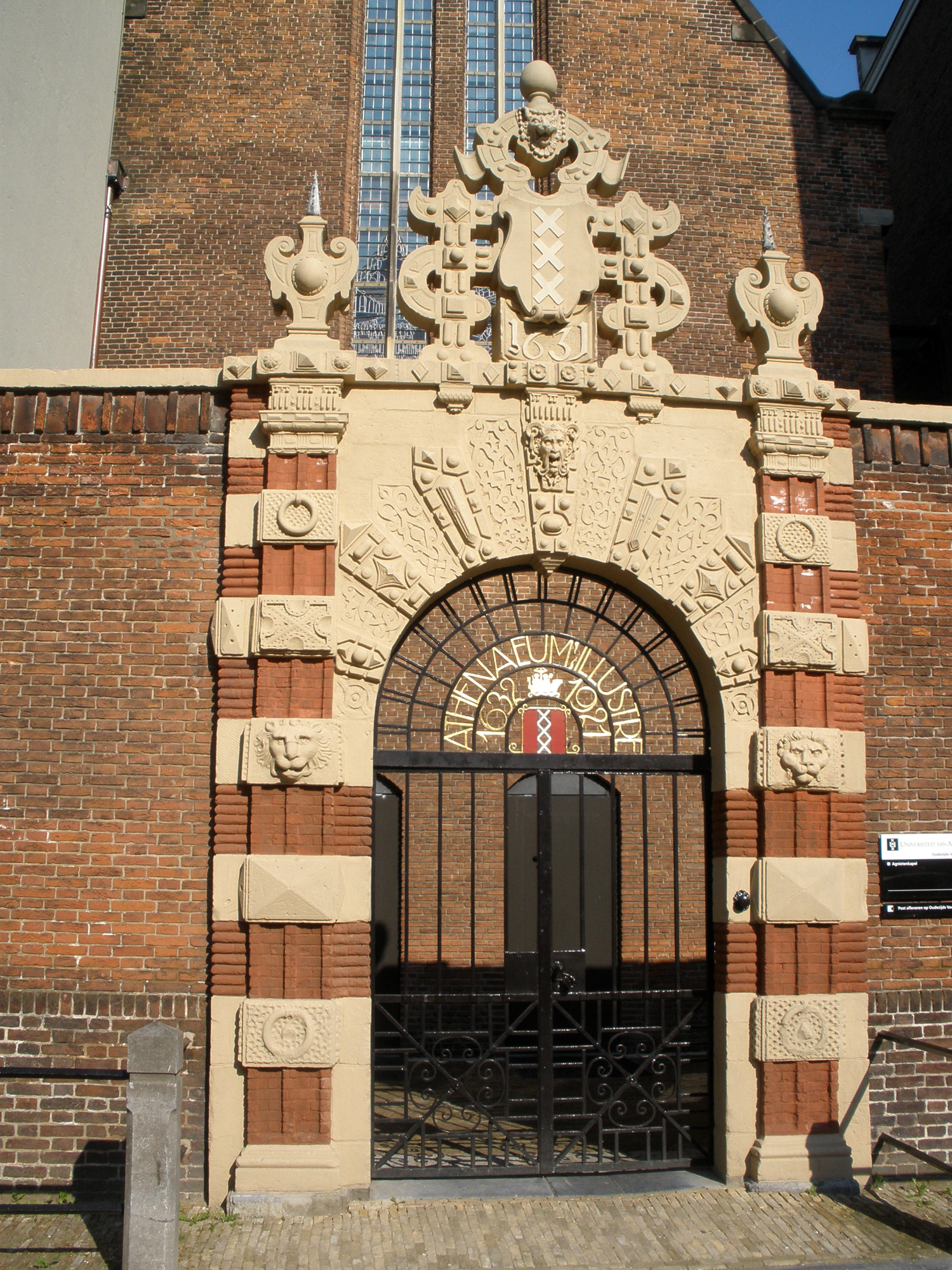
Portail de la chapelle sainte Agnès

En 2012, une association privée d'Amsterdam a repris le nom d'Athenaeum Illustre (renatum), son but est à nouveau de promouvoir l'enseignement humanistique et les langues anciennes.